# Adair Cardoso
Adair Cardoso da Silva (Tangará da Serra, 27 de junho de 1993) mais conhecido como Adair Cardoso é um cantor e compositor brasileiro de música sertaneja. Seu primeiro sucesso foi a música "Que se Dane o Mundo", que foi tema da 18ª temporada de Malhação.

## Biografia
Adair nasceu em 27 de junho de 1993 em Tangará da Serra, no Mato Grosso, filho de Orlando e Francisca Cardoso, ele é o caçula numa família de cinco irmãos Almir, Eliete, Elaine e Elisângela. Aos 2 anos de idade, seu pai percebeu que o filho tinha facilidade em tocar instrumentos e com uma pequena sanfona ele já mostrava muita intimidade.
Aos 8 anos de idade seu Orlando o apresenta para o empresário da dupla Gino e Geno, Wagner Tadeu de Paula o "Waguinho".
Aos 11 anos Adair se apresenta pela primeira vez em um programa de TV, Raul Gil no quadro jovens talentos, onde seu trabalho é reconhecido a nível nacional e internacional.
Aos 13 anos de idade Adair lança seu primeiro álbum de estúdio, Coração Adolescente em Fevereiro de 2007.
Gravou um DVD ao vivo que trouxe o sucesso "Enamorado" com a participação de Claudia Leitte e Arthur Danni na música Disco Voador.
Em 2016, lança seu mais novo single em parceria com Wesley Safadão intitulado "Havaianas" nome esse homenagem a marca de chinelos do Brasil de mesmo nome.

## Discografia
- Coração Adolescente (2007)
- Coração de Quem Ama (2009)
- Ao Vivo (2011)
- Não me dou por vencido (2013)

## Singles
- "Coração Adolescente" (2007)
- "Coração de Quem Ama" (2008)
- "Chora Coração" (2010)
- "Que se Dane o Mundo (2010/2011)
- "Enamorado", participação de Claudia Leitte (2011/2012)
- "Disco Voador", participação de Arthur Danni (2011/2012)
- "Praia e Sol" (2012)
- "Faculdade do Amor" (2012)
- "Vai e Vem" (2012)
- "Não me dou por vencido" (2013)
- "Por que Sera?" (2014)
- "Tome Sofrência" (2015)
- "Havaianas" (part. Wesley Safadão) (2016)

## Trilhas sonoras
- Que se dane o mundo - Malhação - 2010
- Enamorado - Cheias de Charme - 2012